# Pineland (Texas)
Pineland é uma cidade localizada no estado norte-americano de Texas, no Condado de Sabine.

## Demografia
Segundo o censo norte-americano de 2000, a sua população era de 980 habitantes.
Em 2006, foi estimada uma população de 915, um decréscimo de 65 (-6.6%).

## Geografia
De acordo com o United States Census Bureau tem uma área de 5,3 km², dos quais 5,1 km² cobertos por terra e 0,2 km² cobertos por água.

## Localidades na vizinhança
O diagrama seguinte representa as localidades num raio de 36 km ao redor de Pineland.